# Salmo
Genre
Salmo est un genre de poissons de la famille des salmonidés qui comprend de nombreuses espèces de saumons et de truites de la région Atlantique.
Le nom générique Salmo dérive du latin salmō, terme qui désignait les saumons et les truites.

## Espèces

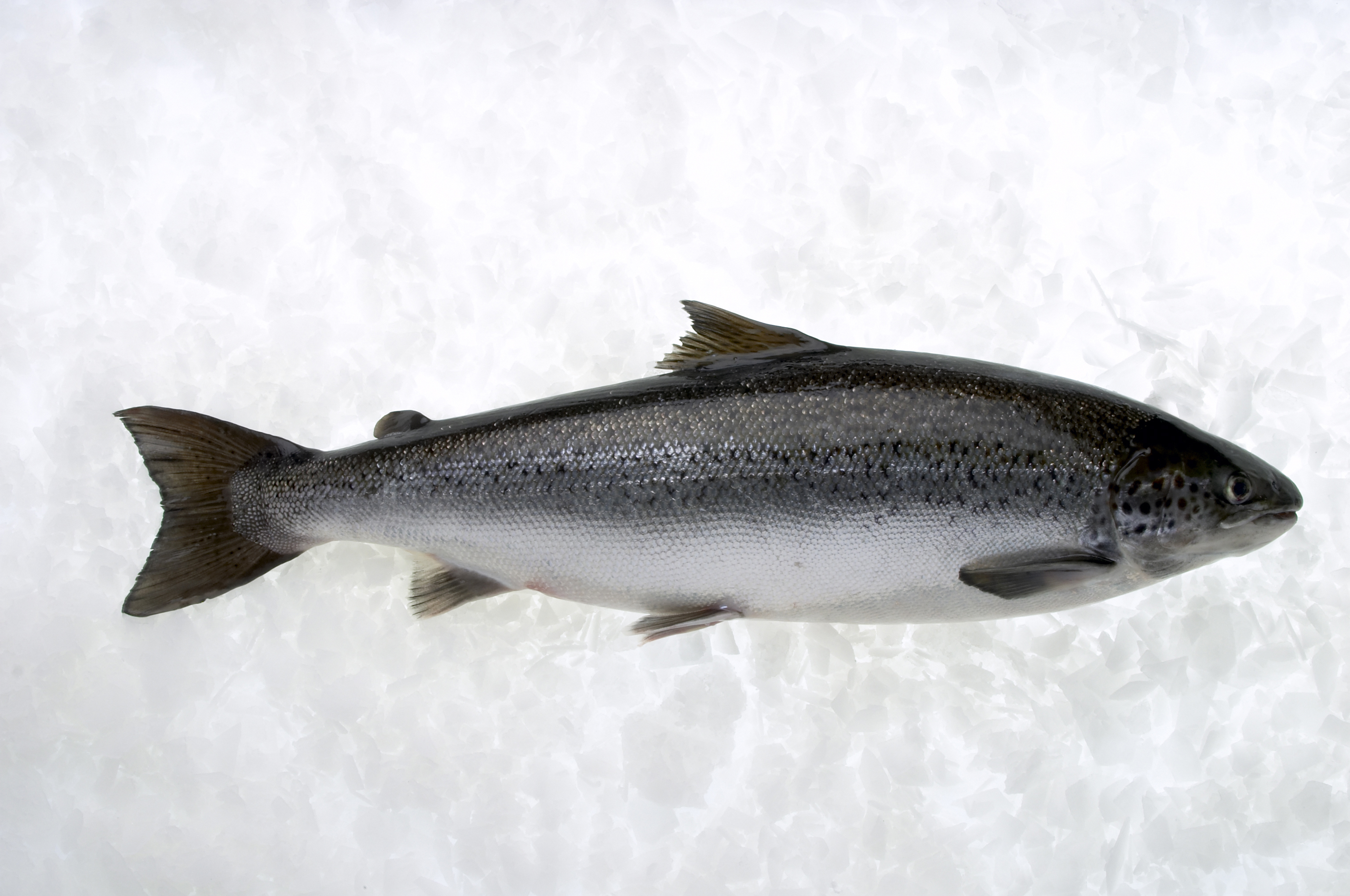
Salmo salar, le saumon de l'Atlantique.

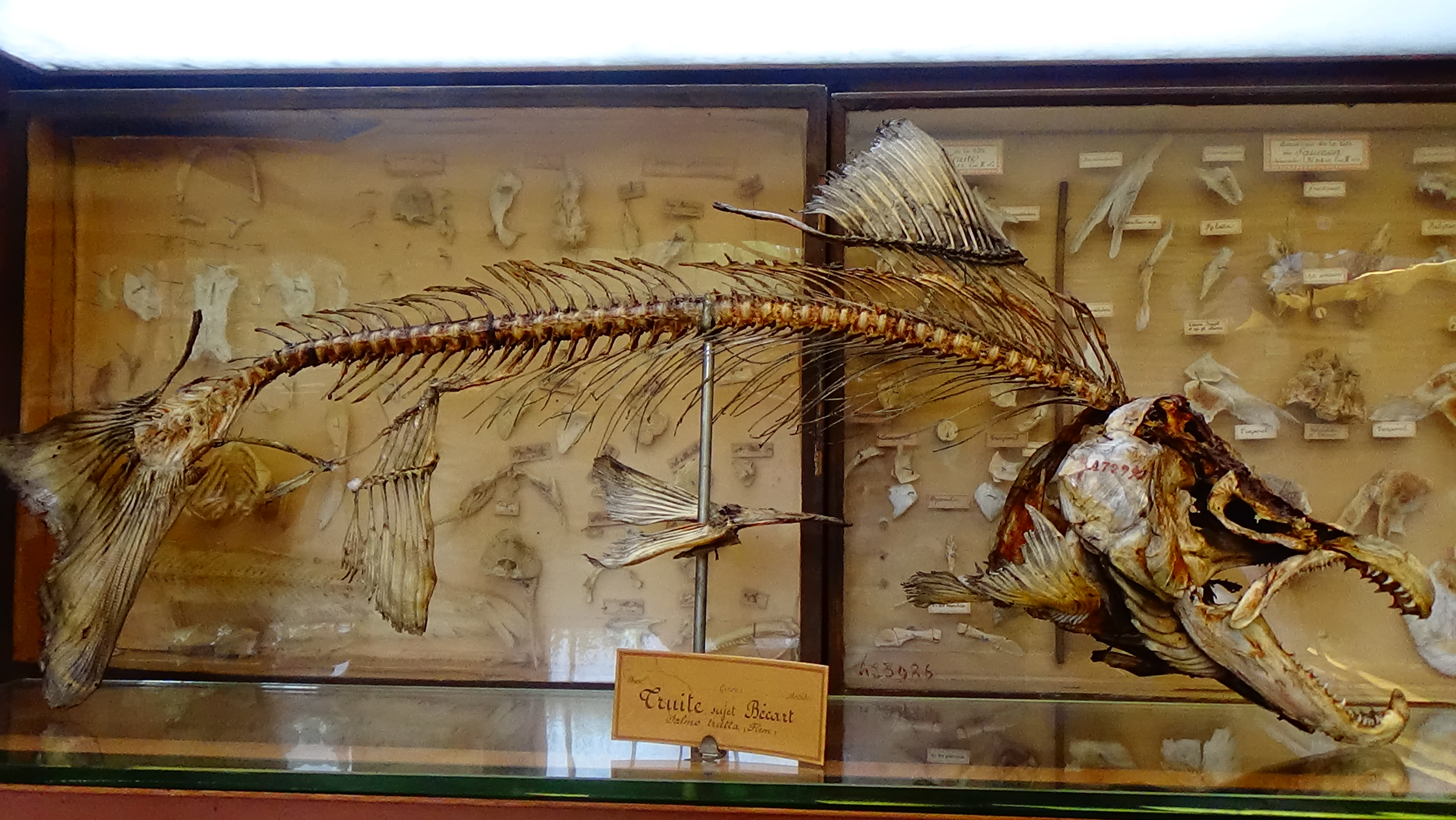
Salmo trutta (squelette) au Muséum national d'histoire naturelle, à Paris.

| Selon FishBase (19 janvier 2016) : - Salmo abanticus Tortonese, 1954 - Salmo akairos Delling & Doadrio, 2005 - Salmo aphelios Kottelat, 1997 - Salmo balcanicus (Karaman, 1927) - Salmo carpio Linnaeus, 1758 - Salmo caspius Kessler, 1877 - Salmo cenerinus Nardo, 1847 - Salmo cettii Rafinesque, 1810 - Salmo chilo Turan, Kottelat & Engin, 2012 - Salmo ciscaucasicus Dorofeeva, 1967 - Salmo coruhensis Turan, Kottelat & Engin, 2010 - Salmo dentex (Heckel, 1851) - Salmo euphrataeus Turan, Kottelat & Engin, 2014 - Salmo ezenami Berg, 1948 - Salmo farioides Karaman, 1938 - Salmo ferox Jardine, 1835 - Salmo fibreni Zerunian & Gandolfi, 1990 - Salmo ischchan Kessler, 1877 -- Saumon du lac Sevan - Salmo kottelati Doğan, Kaya & Kanyılmaz, 2014 - Salmo labecula Turan, Kottelat & Engin, 2012 - Salmo labrax Pallas, 1814 - Salmo letnica (Karaman, 1924) - Salmo lourosensis Delling, 2011 - Salmo lumi Poljakov, Filipi, Basho & Hysenaj, 1958 - Salmo macedonicus (Karaman, 1924) - Salmo macrostigma (Duméril, 1858) - Salmo marmoratus Cuvier, 1829 - Salmo montenigrinus (Karaman, 1933) - Salmo nigripinnis Günther, 1866 - Salmo obtusirostris (Heckel, 1851) — Truite à lèvres molles - Salmo ohridanus Steindachner, 1892 - Salmo okumusi Turan, Kottelat & Engin, 2014 - Salmo opimus Turan, Kottelat & Engin, 2012 - Salmo pallaryi Pellegrin, 1924 - Salmo pelagonicus Karaman, 1938 - Salmo peristericus Karaman, 1938 - Salmo platycephalus Behnke, 1968 - Salmo rhodanensis Fowler, 1974 - Salmo rizeensis Turan, Kottelat & Engin, 2010 - Salmo salar Linnaeus, 1758 — saumon de l'Atlantique - Salmo schiefermuelleri Bloch, 1784 - Salmo stomachicus Günther, 1866 - Salmo taleri (Karaman, 1933) - Salmo tigridis Turan, Kottelat & Bekta, 2011 - Salmo trutta Linnaeus, 1758 — truite commune - Salmo visovacensis Taler, 1950 - Salmo zrmanjaensis Karaman, 1938 | Selon ITIS (19 janvier 2016) : - Salmo aphelios Kottelat, 1997 - Salmo balcanicus (Karaman, 1927) - Salmo carpio Linnaeus, 1758 - Salmo cenerinus Nardo, 1847 - Salmo cettii Rafinesque, 1810 - Salmo dentex (Heckel, 1851) - Salmo ezenami Berg, 1948 - Salmo farioides Karaman, 1938 - Salmo ferox Jardine, 1835 - Salmo fibreni Zerunian & Gandolfi, 1990 - Salmo ischchan Kessler, 1877 - Salmo labrax Pallas, 1814 - Salmo letnica (Karaman, 1924) - Salmo lumi Poljakov, Filipi & Basho, 1958 - Salmo macedonicus (Karaman, 1924) - Salmo marmoratus Cuvier, 1829 - Salmo nigripinnis Günther, 1866 - Salmo obtusirostris (Heckel, 1851) - Salmo ohridanus Steindachner, 1892 - Salmo pelagonicus Karaman, 1938 - Salmo peristericus Karaman, 1938 - Salmo platycephalus Behnke, 1968 - Salmo rhodanensis Fowler, 1974 - Salmo salar Linnaeus, 1758 - Salmo schiefermuelleri Bloch, 1784 - Salmo stomachicus Günther, 1866 - Salmo taleri (Karaman, 1933) - Salmo trutta Linnaeus, 1758 - Salmo visovacensis Taler, 1950 - Salmo zrmanjaensis Karaman, 1938 | Selon World Register of Marine Species (19 janvier 2016) : - Salmo abanticus Tortonese, 1954 - Salmo caspius Kessler, 1877 - Salmo coruhensis Turan, Kottelat & Engin, 2010 - Salmo kottelati Turan, Doğan, Kaya & Kanyılmaz, 2014 - Salmo labrax Pallas, 1814 - Salmo lacustris Linnaeus, 1758 - Salmo salar Linnaeus, 1758 |

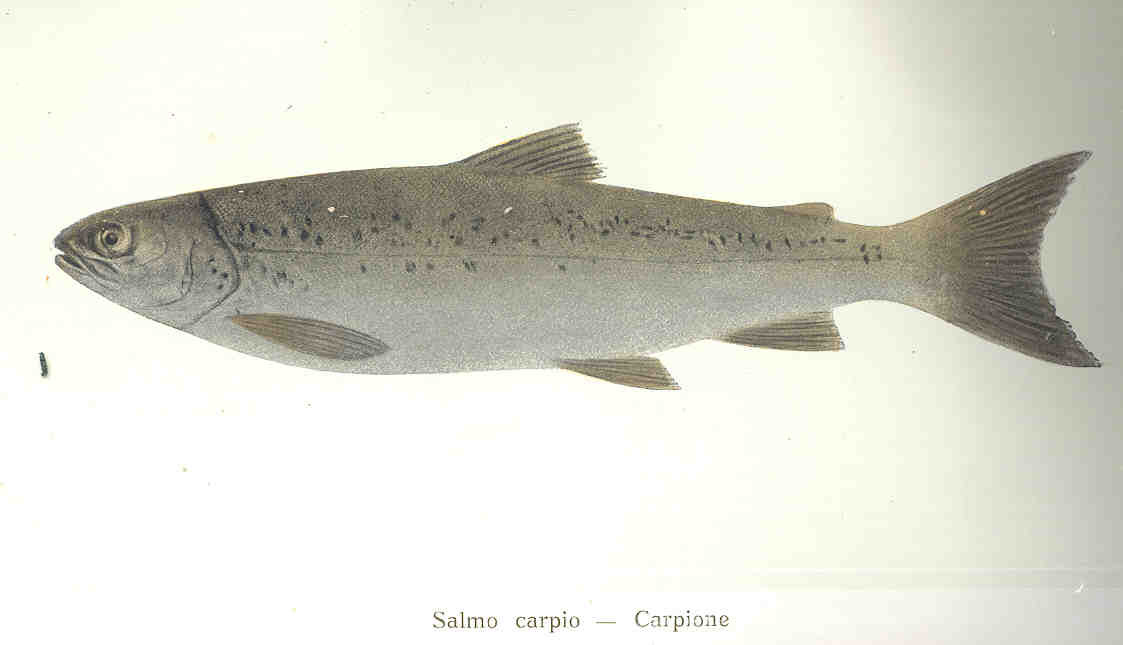
Salmo carpio
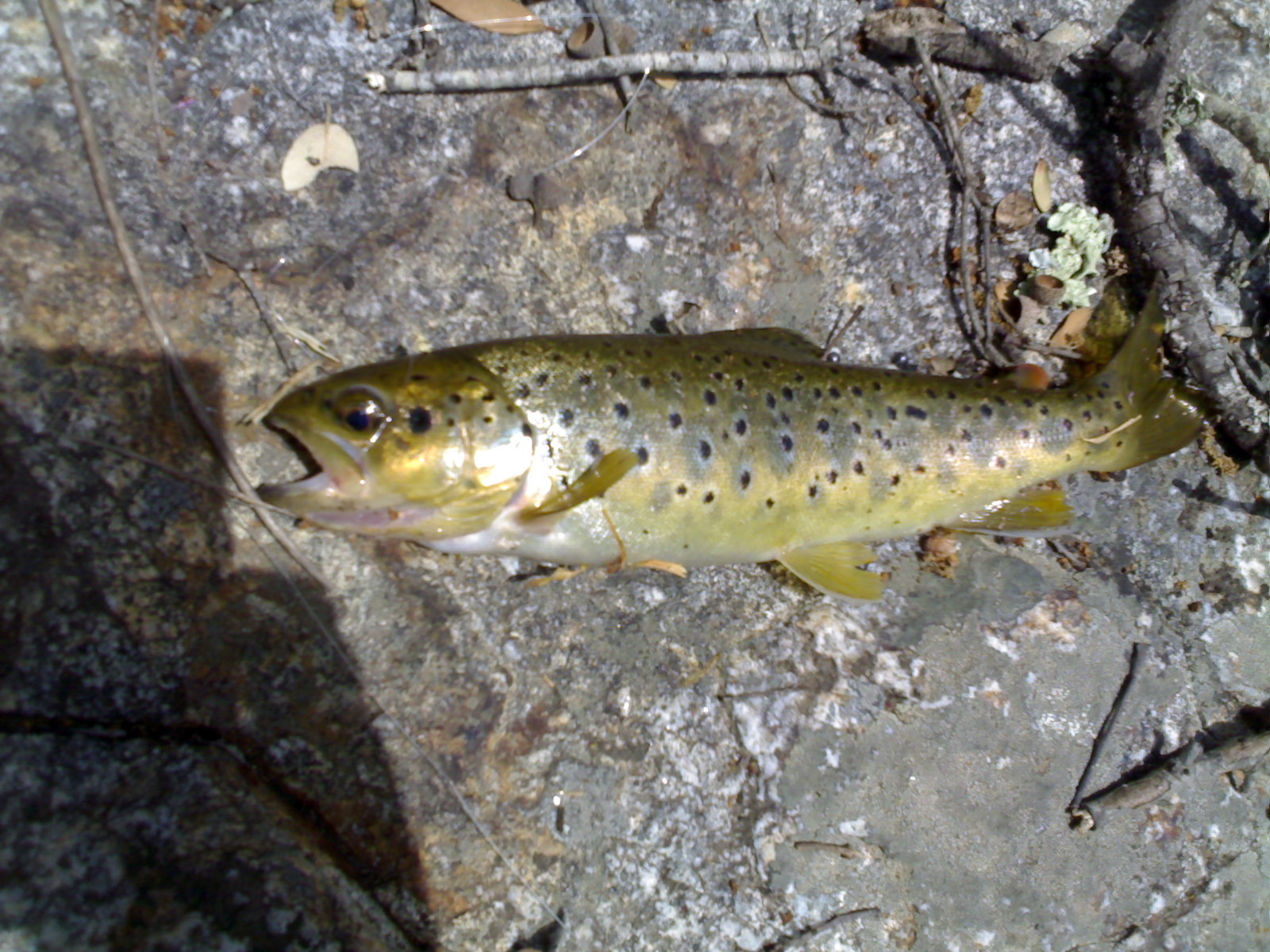
Salmo cettii
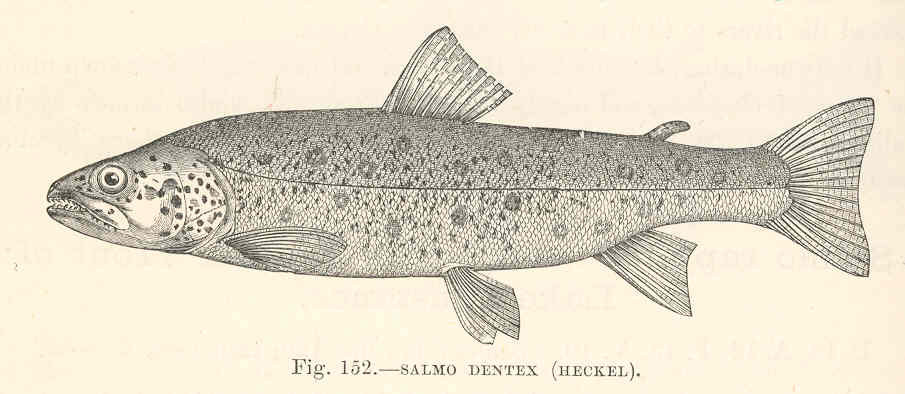
Salmo dentex
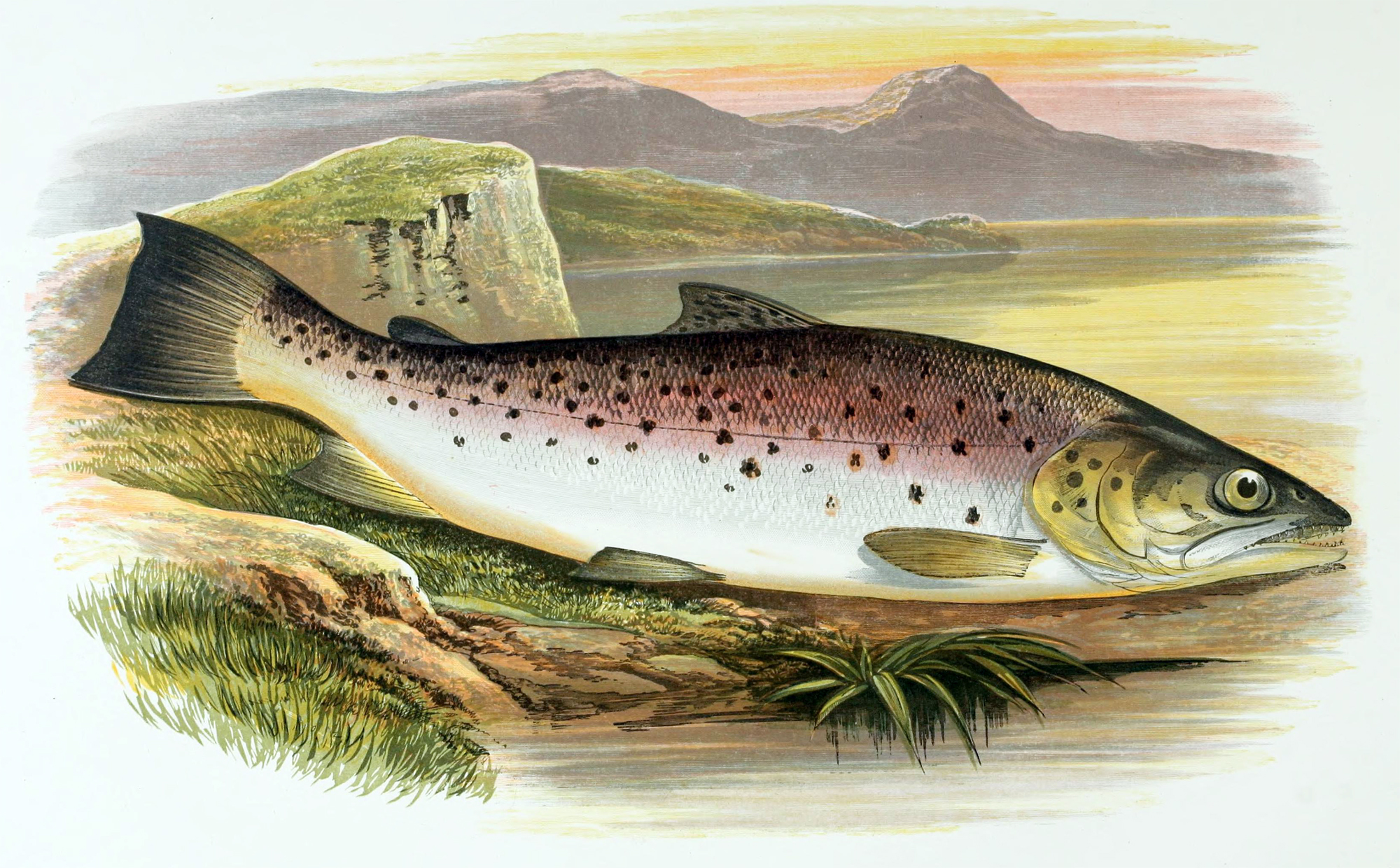
Salmo ferox
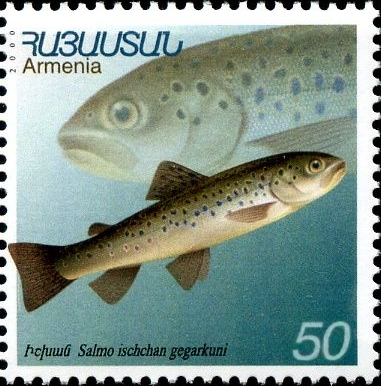
Salmo ischchan
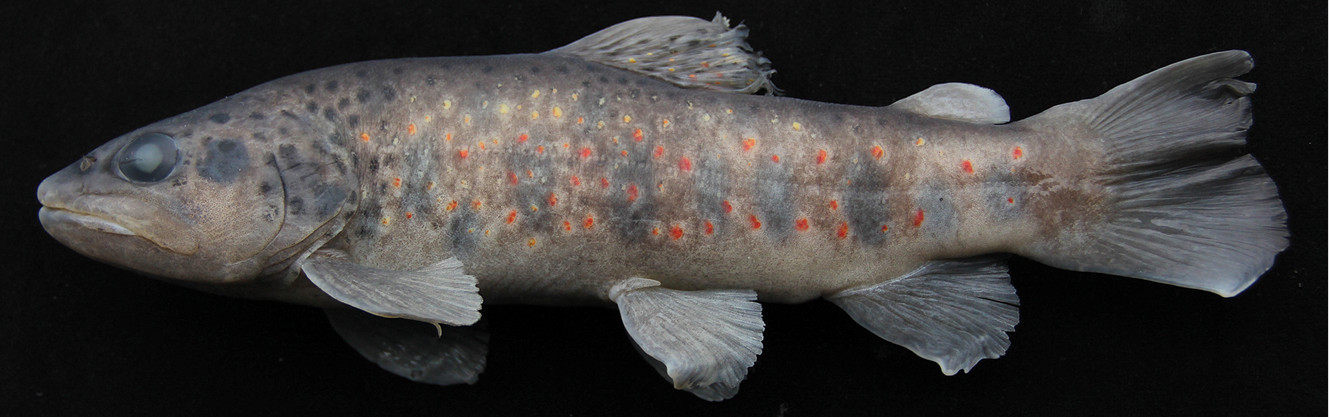
Salmo kottelati
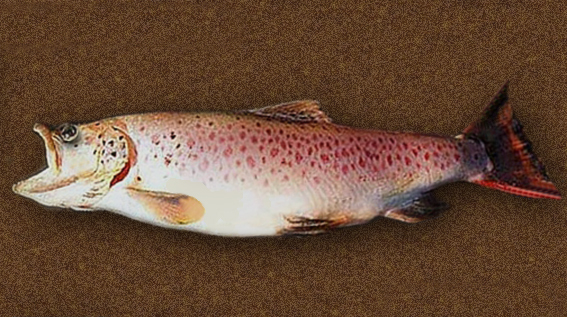
Salmo letnica
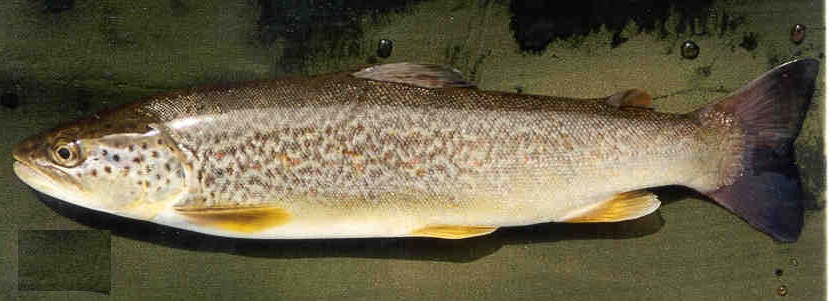
Salmo marmoratus
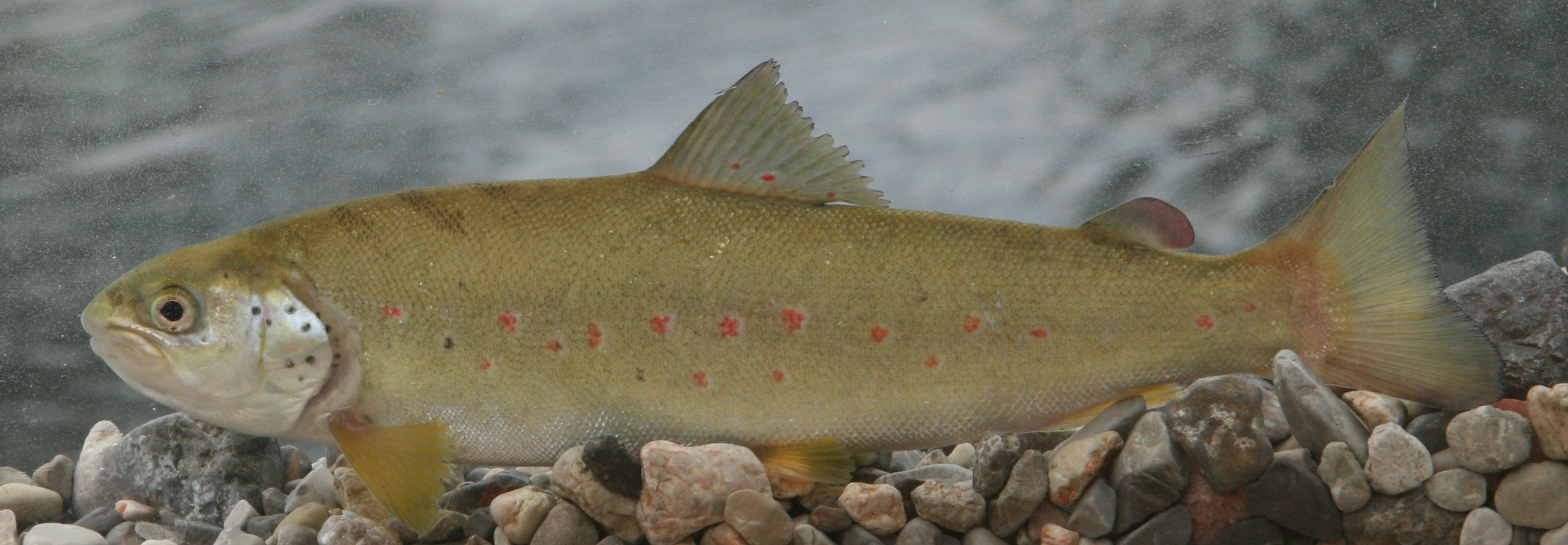
Salmo obtusirostris
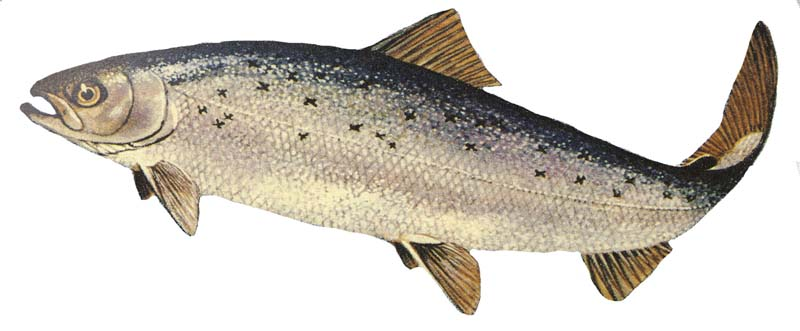
Salmo salar
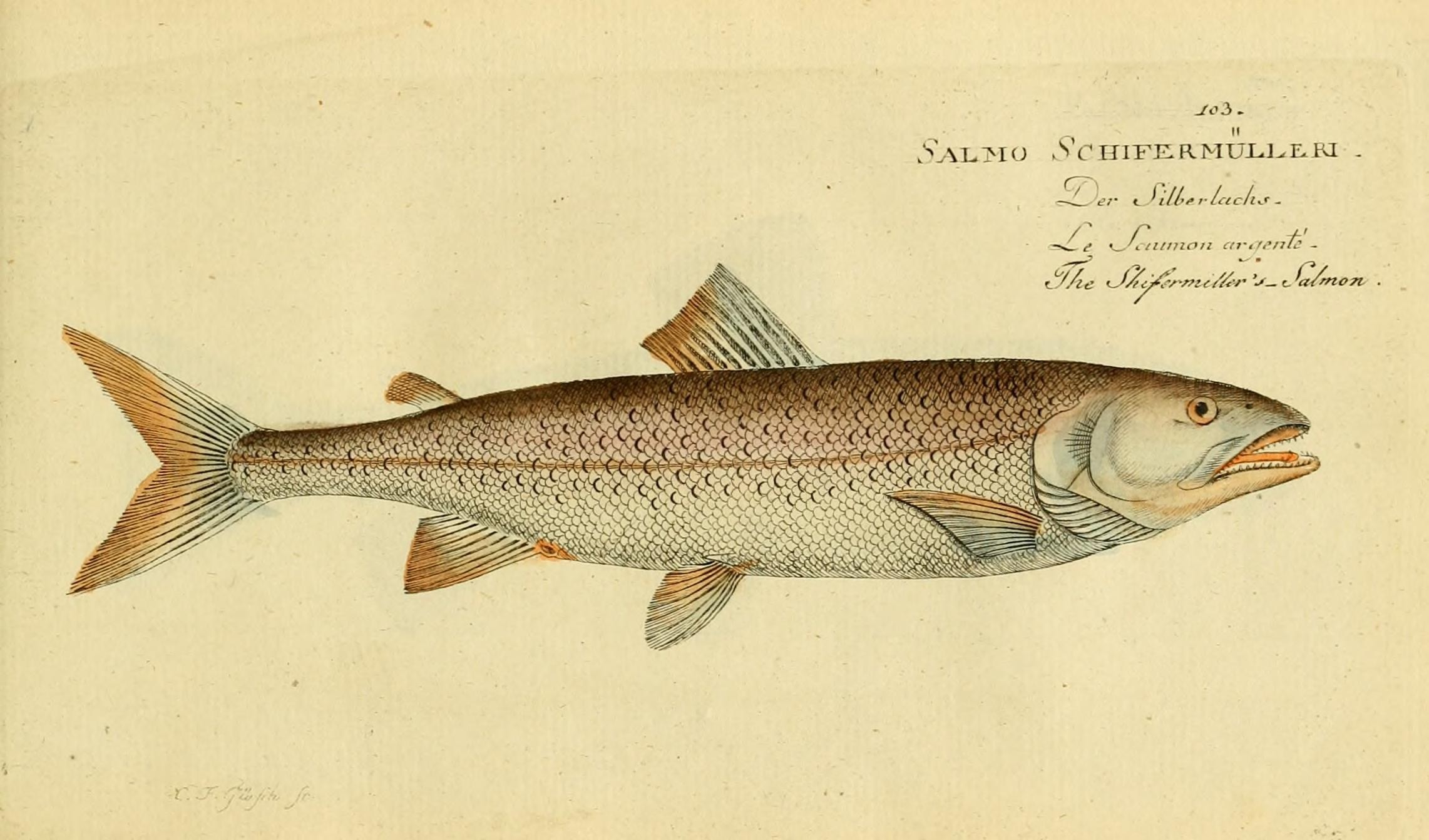
Salmo schiefermuelleri
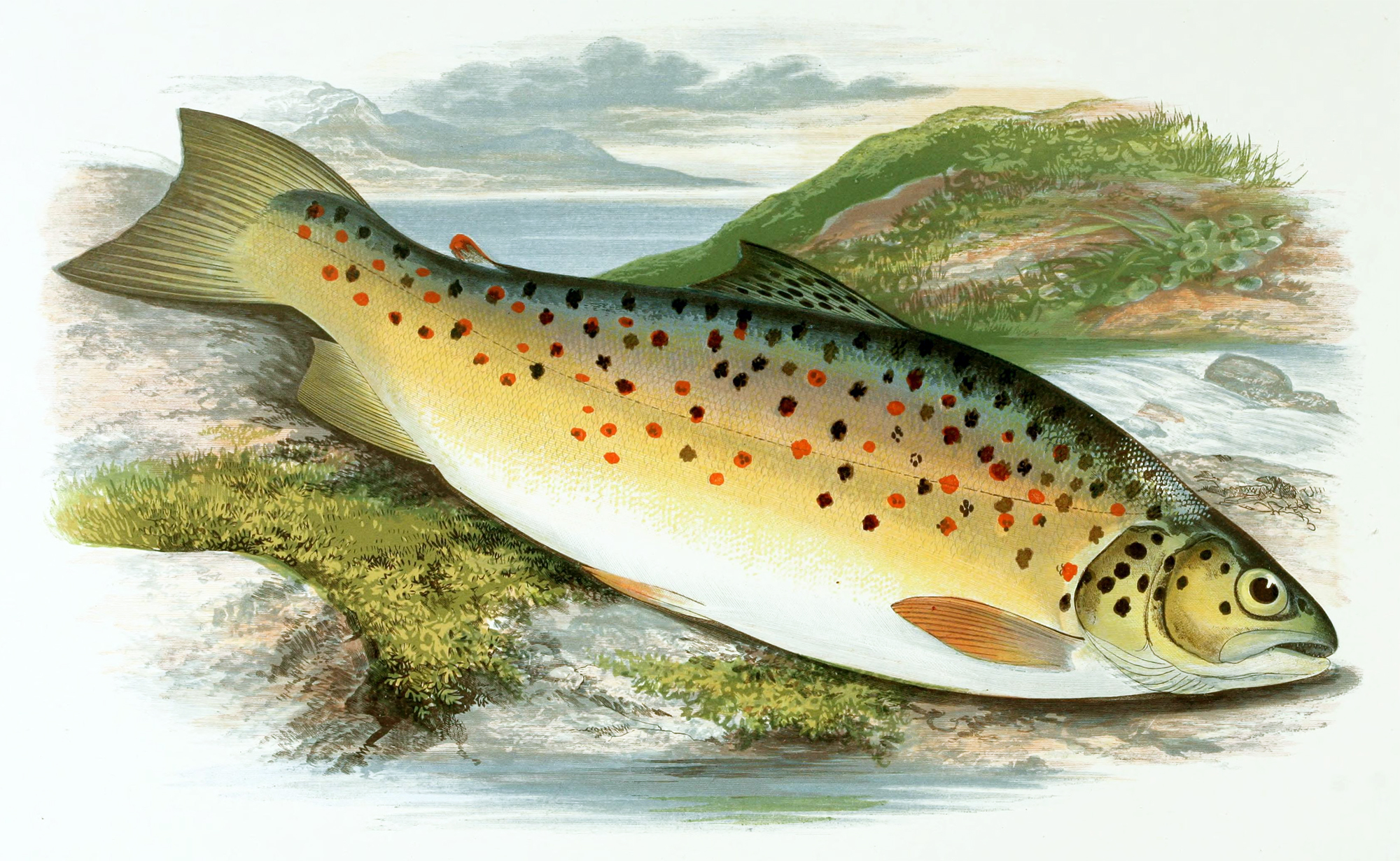
Salmo stomachicus
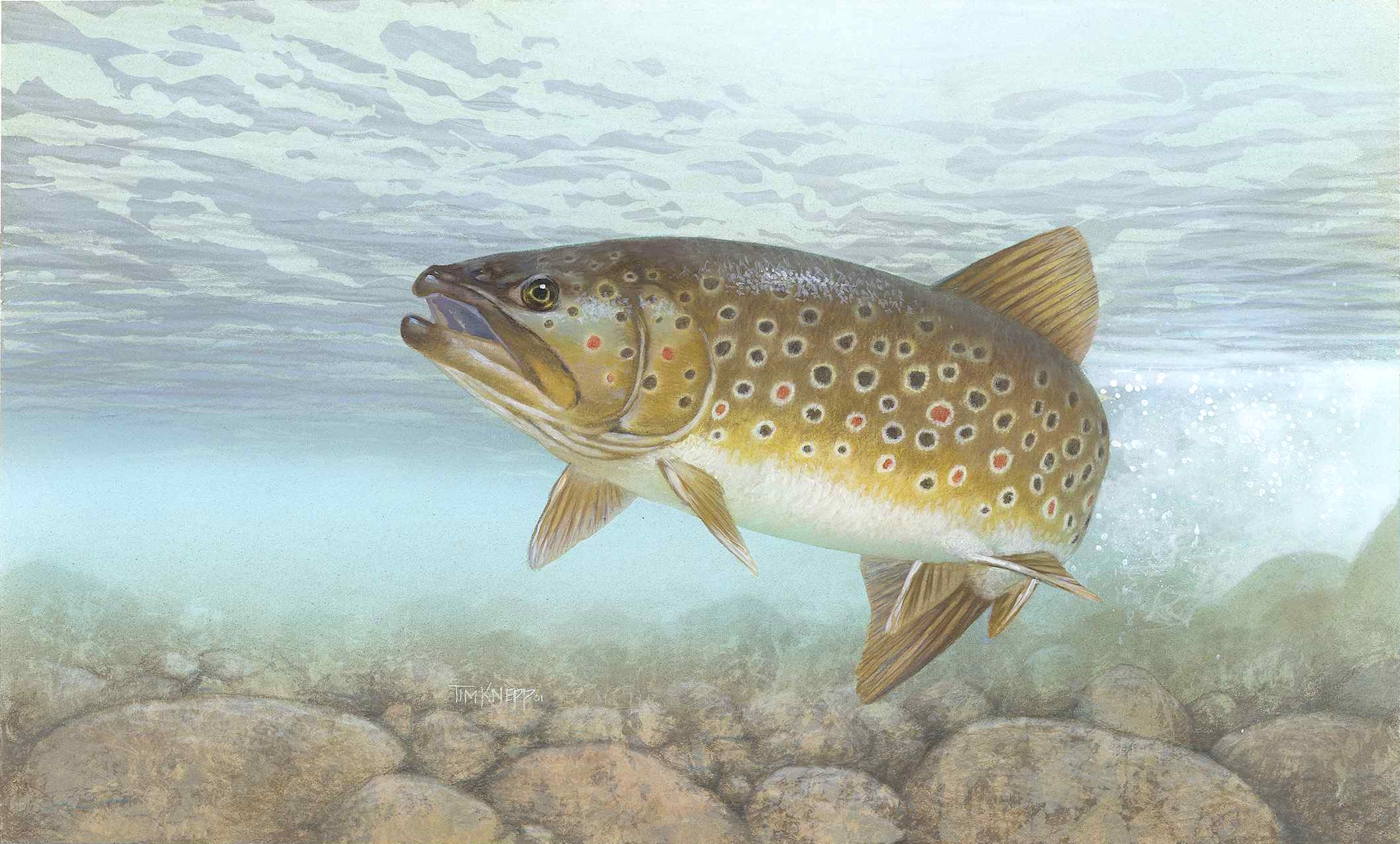
Salmo trutta